# Los Isidros
Los Isidros es un pueblo del municipio de Requena, en la provincia de Valencia (Comunidad Valenciana, España). Pertenece a la comarca de Requena-Utiel.  
Situada en la N-322 que une Requena con Albacete, es una de las pedanías más dinámicas del término, gracias a sus más de 300 habitantes. La carretera hace que las comunicaciones sean especialmente fáciles (incluso pasan 4 autobuses de línea, dos hacia Albacete y dos hacia Valencia). También conforma la fisonomía de la población, al partirla en dos mitades de tamaño más o menos similar.

## Historia
Según el historiador Juan Piqueras (Geografía de Requena-Utiel), el origen de la aldea es incierto, aunque a mediados del siglo XVIII había establecidas en el lugar algunas familias que alternaban el trabajo de la tierra con la ganadería y la explotación forestal. Su primera ermita fue construida en 1817 y se hallaba ubicada en la actual calle de la Iglesia, siendo sustituida en 1896 por un templo mayor. 
La principal actividad económica gira alrededor de la Cooperativa Agrícola Albosa, con una capacidad vinícola de unos 11 millones de kilos de uva, y que concentra las cosechas  de Los Isidros, Los Cojos y Penén de Albosa. La bodega Cooperativa fue fundada en 1958 y contó inicialmente con 52 socios. Hoy llegan a 300 y su producción media anual de vino pasa de 35.000 hectólitros. 
La aldea dispone de un completo Centro Cultural, con  piscina de medidas olímpicas, parque y piscina infantil, jardines, pista de baile y juegos y salones de reunión. También es destacable la Cooperativa de Consumo y Harinero "Panificadora La Albosa", que da servicio a toda la aldea y aldeas vecinas. También cuenta con otros comercios y con una estación gasolinera.

## El parque natural
En cuanto al entorno natural, es especialmente atractivo, como da cuenta el hecho de que prácticamente todo el término de Los Isidros esté incluido en el recientemente declarado Parque natural de las Hoces del Cabriel. El parque brindará indudables oportunidades turísticas a la población, al tiempo que también se espera que demande trabajo entre sus habitantes, ya que habrá que crear brigadas forestales para trabajos específicos dentro del perímetro de la población.
La Rambla Albosa muestra parajes de especial belleza, como es el Molino Las Ramblas, donde antiguamente se molía el cereal con el impulso del agua, el paraje del Cocedero, con impresionantes vistas del Cerro a la Hoya y la desembocadura de Peñas Negras, cerca del despoblado de Los Sardineros, extraordinario entorno paisajístico donde resaltan las enormes piedras negras desprendidas, y lugar de encuentro en sus humedales de su diversa fauna (jabalíes, águilas, búhos, liebres, cabras montesas, etc.).

## Fiestas
Los Isidros celebra las fiestas patronales en honor a San Antonio Abad el 17 de enero con su tradicional gran hoguera y su capota. La capota es un pino que eligen los quintos y lo plantan en el centro de la hoguera, hasta que cae quemado por el fuego.
También se celebran las fiestas dedicadas a la Virgen del Carmen el 16 de julio, con ferias y verbenas. 
En San Isidro se realiza en su honor una romería a la Muela de Enmedio, que se encuentra a pocos kilómetros de la población.
- Datos: Q17584288
- Multimedia: Los Isidros / Q17584288